# Island vid världsmästerskapen i friidrott 2022
Island tävlade vid världsmästerskapen i friidrott 2022 i Eugene i USA mellan den 15 och 24 juli 2022. Island hade en trupp på en idrottare.

## Resultat

### Herrar
Teknikgrenar
| Idrottare          | Gren          | Kval    | Kval      | Final            | Final            |
| Idrottare          | Gren          | Distans | Placering | Distans          | Placering        |
| ------------------ | ------------- | ------- | --------- | ---------------- | ---------------- |
| Hilmar Örn Jónsson | Släggkastning | 72,72 m | 24        | Gick inte vidare | Gick inte vidare |